# الواحة (مجلة)
مجلة الواحة هي مجلّة سعودية فصلية تُعنى بشؤون التراث والثقافة والأدب في الخليج العربي. نشر أول عدد منها في 1 فبراير 1996. وتصدر المجلّة عن شركة الواحة للنشر المحدودة المسجلة في نيقوسيا - قبرص برقم 3091 وتاريخ 17 يوليو، 2002م.

## هيئة التَّحرير
يترأس تحرير مجلّة الواحة محمد النمر، ويُدير تحريرها عدنان العوّامي مع نائبه يوسف الحسن، وذلك إضافةً على هيئة التحرير المُتكوَّنة من:
- جعفر العيد
- سعود الزيتون الخالدي
- عبد الله الشايب
- عقيل المسكين
- محمد علي الحرز
- نزار آل عبد الجبار

## النَّشر
يبلغ سعر الاشتراك السّنوي للمجلّة بالدّولار في الدُّوَل العربيَّة: 40 دولاراً أمريكيَّاً وفي سائر الدُّول الأخرى: 50 دولاراً أمريكيَّاً سنويَّاً بينما في المُؤسسات الرَّسميَّة والخاصًّة: 100 دولاراً أمريكيَّاً سنويَّاً.

## التاريخ
كانت الواحة تُحرّر من قبل هيأة التحرير وخُلَّص أصدقائهم في مرحلة نشأتها الأولى، وذلك لسبب موضوعي حيث لم تُثبَّت الأقدام بعد. كما كانت الواحة ذات طابع أحادي يتمثل في الصبغة التراثية والوثائقية فقط.

## وصلات خارجية
- موقع مجلة الواحة الرّسمي.